# Lycoris Desktop/LX
Lycoris Desktop/LX fue una distribución Linux creada por la empresa de software Lycoris, a su vez basada en la distribución Workstation 3.1 Linux de la desaparecida empresa Caldera. Fue diseñada para su uso fácil por parte de personas sin conocimientos de Linux y que desearan una sencilla migración desde el sistema operativo Windows.
Se caracterizaba por usar únicamente el escritorio KDE en su versión 2.2.2 y tener diversas utilidades de productividad, programación, juegos y multimedia sobre un núcleo Linux versión 2.4.
Fue lanzada en 2001 con el nombre Redmond Linux, cambiando en 2002 a Lycoris Desktop/LX. La última versión fue la 1.4 de 2004
Ha sido reemplazada por la distribución Discovery de Mandriva.
El instalador de Lycoris Desktop/LX se basó originalmente en la distribución OpenLinux Workstation 3.1 de Caldera International y el resto de la distribución se creó a partir del kernel. El escritorio y las aplicaciones compartían una gran similitud con Windows XP de Microsoft, incluida la imagen de fondo que se ofreció con el software.